# Andrew Adamson
Andrew Ralph Adamson MNZM (Auckland, 1 de dezembro de 1966) é um cineasta neozelandês. Ficou mais conhecido pelos seus trabalhos em Shrek, da DreamWorks, em As crônicas de Nárnia: O Leão, a Feiticeira e o Guarda-roupa e em As Crônicas de Nárnia: Príncipe Caspian.

## Carreira
Seu primeiro filme foi a animação Shrek (2001), grande sucesso mundial e que ganhou o Oscar de Melhor Filme de Animação e foi indicado a Melhor Roteiro Adaptado. Adamson ainda não era muito conhecido, mas foi calorosamente acolhido pelo estúdio de animação DreamWorks, feito para fazer competição com a Pixar da Walt Disney. Depois do sucesso, três anos depois, era lançado nos cinemas Shrek 2 (2004), lucrando o dobro de seu antecessor.
Em 2005 dirigiu pela primeira vez um filme em live-action. A Walden Media, que o indicou a esse cargo, acreditou grandemente nele. As Crônicas de Nárnia: O Leão, a Feiticeira e o Guarda-roupa, que foi aclamado pela crítica e sucesso de bilheteria, conseguiu mais de 700 milhões de dólares. Em 2008 era lançada a sequência As Crônicas de Nárnia: Príncipe Caspian, com Andrew Adamson novamente como diretor e também como roteirista. Porém, este segundo filme não teve uma arrecadação tão grande quanto a do anterior, também influenciado pela data de estreia, junto com grandes blockbusters como Indiana Jones e Batman: The Dark Knight. Âmbos os filmes foram direcionados, sobretudo, para o público cristão.

Adamson não será o diretor do terceiro episódio narniano, sendo substituído por Michael Apted, mas seguirá como produtor. Ele pretende retornar para dirigir a versão cinematográfica do penúltimo livro, O Sobrinho do Mago.